# Ballinroad
Ballinroad (irisch Baile an Rodaigh, d. h. „Rods Ort“) ist ein Dorf im County Waterford im Süden der Republik Irland. Bei der Volkszählung 2022 lebten 1389 Menschen in Ballinroad.

## Lage
Ballinroad liegt etwa drei Kilometer ostnordöstlich von Dungarvan im Nordosten der Dungarvan Bay.  Südlich der Siedlung verläuft die R675, nördlich die N25. Zahlreiche Sport- und Freizeiteinrichtungen Dungarvans befinden sich hier.

## Sehenswürdigkeiten
- katholische Laurentiuskirche (Saint Lawrence’s Catholic Church) von 1835 mit dem Kirchhof